# Guineu voladora de l'illa Rennell
La guineu voladora de l'illa Rennell (Pteropus rennelli) és una espècie de ratpenat de la família dels pteropòdids. És endèmica de Salomó. No se sap amb certesa quin és el seu hàbitat natural, car se n'han trobat molt pocs exemplars. Està amenaçada per la caça, la pèrdua d'hàbitat i possiblement els fenòmens meteorològics extrems.